# San Donà di Piave
San Donà di Piave (San Donà in veneto, pronuncia [saŋ doˈna]) è un comune italiano di 42 034 abitanti della città metropolitana di Venezia in Veneto. Situata nella Pianura Veneto-Friulana, lungo la riva sinistra del fiume Piave è il capoluogo storico del Basso Piave, territorio che insieme ad alcuni comuni e all'area del Portogruarese costituisce il Veneto Orientale, teatro di aspri scontri nel corso della prima guerra mondiale.

## Geografia fisica

### Territorio

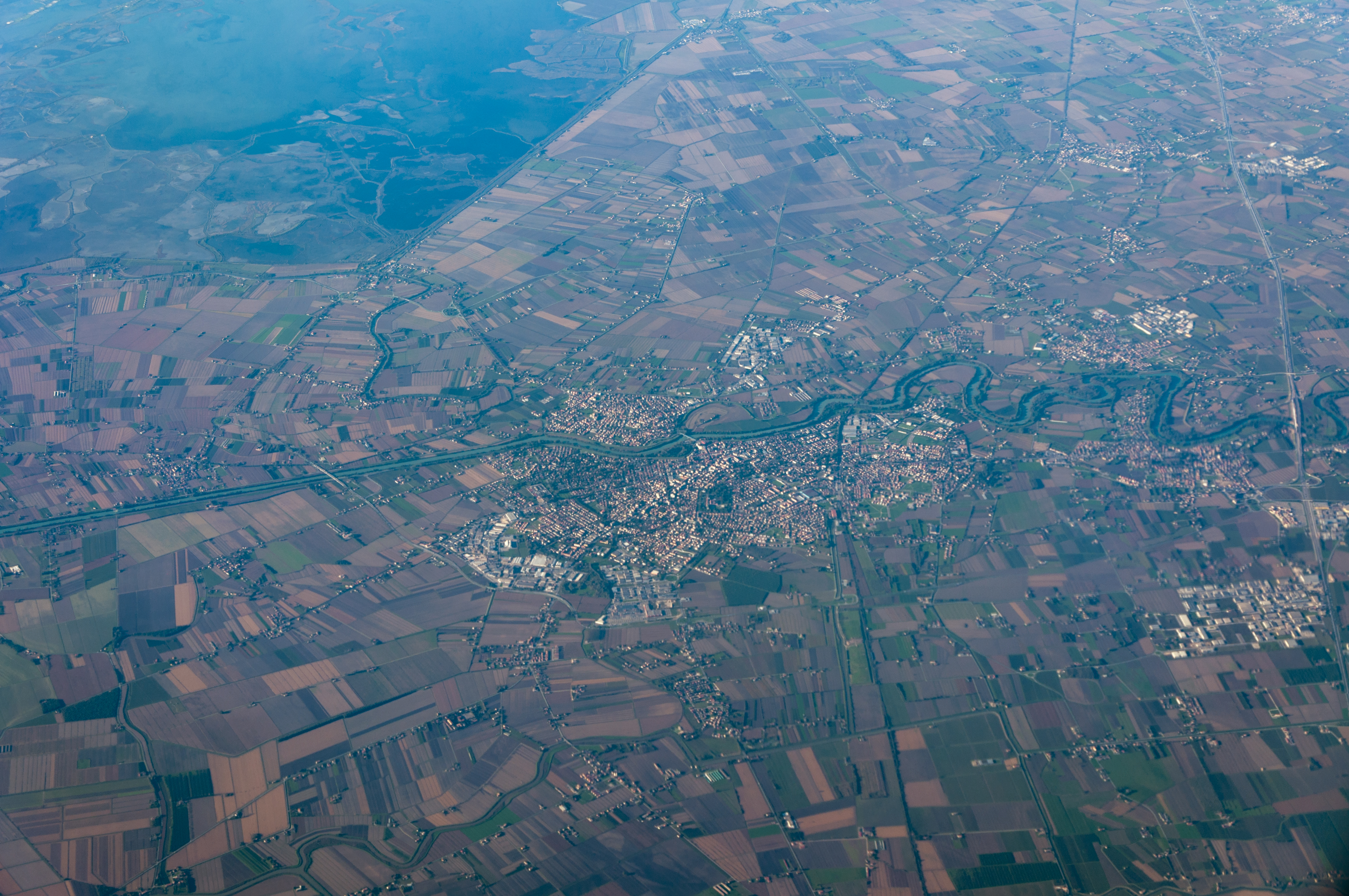
Veduta aerea del territorio di San Donà.

Il territorio di San Donà di Piave, esteso per 78,73 km², sorge nella bassa pianura veneta, a nord della Laguna Veneta. In origine tale area si estendeva interamente lungo la sponda sinistra del Piave. Gli interventi idraulici attuati dalla Serenissima a partire dal Cinquecento, da ultima la diversione del corso del fiume operata nel 1664, hanno diviso l'area in due settori separati dal Piave Nuovo.
L'altitudine ufficiale del comune, corrispondente al punto sul quale sorge la sede comunale, è di 3 m s.l.m. La differenza tra l'altitudine minima (−1 m s.l.m.) e il punto di massima (12 m s.l.m.) posiziona il territorio sandonatese al terzo posto tra i comuni con la maggiore escursione altimetrica nella Città metropolitana di Venezia.
Il comune confina a nord con Noventa di Piave, Salgareda, Cessalto e Ceggia, a est con Torre di Mosto ed Eraclea, a sud con Jesolo, a ovest con Musile di Piave e Fossalta di Piave. In linea d'aria, il centro urbano dista 37,9 km da Venezia, 34,2 km da Mestre, 26,1 km da Treviso, 13,5 km da Jesolo, e 36,8 km da Pordenone in Friuli-Venezia Giulia.

#### Idrografia
Il territorio sandonatese è percorso da corsi d'acqua di origine e natura differente tra i quali il più rilevante è il Piave, caratterizzato da tratti d'alveo naturali meandriformi e tratti realizzati artificialmente di limitata capacità e ristretti in arginature. Di notevole interesse ambientale sono gli alvei del Sile-Piave Vecchia, del Canale Bova Rosa e del Grassaga, quest'ultimo originariamente fiume di risorgiva, ad oggi canalizzato. All'idrografia principale, inoltre, si aggiunge una diffusa rete capillare irrigua e di scolo estesa all'intero territorio.

#### Geologia e morfologia
Dal punto di vista geomorfologico, la porzione più settentrionale del territorio comunale è dotata di suoli alluvionali di natura argillosa. Segue l'area meridionale caratterizzata da suoli di tipo argilloso-limoso che formavano il fondale delle antiche lagune salmastre e delle paludi dolci preesistenti alla bonifica. La terza zona corrisponde all'alveo attuale e ai paleoalvei del Piave; si contraddistingue per i dossi naturali formati da suoli sabbiosi di origine fluviale.

#### Sismicità
Il comune rientra nella zona 3 della classificazione sismica, ossia sismicità bassa. Nel raggio di 30 km dal centro cittadino di San Donà di Piave, storicamente sono stati registrati cinque eventi sismici rilevanti.

### Clima
Il clima sandonatese è temperato umido con estate molto calda, tipico della Pianura Padano-Veneta. L'umidità esterna è responsabile in inverno dei fenomeni nebbiosi che possono persistere durante tutta la giornata o, più frequentemente, durante le ore serali e notturne. Al contrario, in estate possono verificarsi episodi di afa. Le temperature medie di luglio superano i 22 °C, mentre quelle di gennaio si attestano a poco più di 3 °C. Durante l'anno si riscontra una piovosità significativa sia nei mesi freddi che in quelli caldi, con precipitazioni che si concentrano tra aprile e giugno e tra agosto e novembre, quest'ultimo con un picco di 115 mm. Il mese con meno precipitazioni si conferma gennaio con 61 mm di pioggia.
Dal punto di vista legislativo, il comune di San Donà ricade nella classificazione climatica «zona E» con 2 348 gradi giorno, dunque il limite massimo consentito per l'accensione dei riscaldamenti è di 14 ore giornaliere dal 15 ottobre al 15 aprile.
Di seguito è riportata la tabella dei dati meteorologici riferiti al territorio comunale.
| San Donà di Piave                                    | Mesi  | Mesi | Mesi  | Mesi   | Mesi   | Mesi   | Mesi  | Mesi  | Mesi  | Mesi  | Mesi  | Mesi  | Stagioni | Stagioni | Stagioni | Stagioni | Anno  |
| San Donà di Piave                                    | Gen   | Feb  | Mar   | Apr    | Mag    | Giu    | Lug   | Ago   | Set   | Ott   | Nov   | Dic   | Inv      | Pri      | Est      | Aut      | Anno  |
| ---------------------------------------------------- | ----- | ---- | ----- | ------ | ------ | ------ | ----- | ----- | ----- | ----- | ----- | ----- | -------- | -------- | -------- | -------- | ----- |
| T. max. media (°C)                                   | 6,8   | 8,8  | 12,7  | 16,9   | 21,6   | 25,3   | 27,7  | 27,2  | 23,8  | 18,7  | 12,4  | 7,9   | 7,8      | 17,1     | 26,7     | 18,3     | 17,5  |
| T. media (°C)                                        | 3,3   | 4,9  | 8,3   | 12,4   | 16,9   | 20,6   | 22,7  | 22,3  | 19,1  | 14,1  | 8,7   | 4,4   | 4,2      | 12,5     | 21,9     | 14,0     | 13,1  |
| T. min. media (°C)                                   | −0,1  | 1,1  | 4,0   | 8,0    | 12,2   | 15,9   | 17,8  | 17,4  | 14,4  | 9,6   | 5,1   | 0,9   | 0,6      | 8,1      | 17,0     | 9,7      | 8,9   |
| Precipitazioni (mm)                                  | 61    | 66   | 76    | 93     | 86     | 104    | 74    | 91    | 87    | 94    | 115   | 81    | 208      | 255      | 269      | 296      | 1 028 |
| Giorni di pioggia                                    | 7     | 4    | 2     | 9      | 10     | 6      | 7     | 12    | 10    | 12    | 10    | 8     | 19       | 21       | 25       | 32       | 97    |
| Umidità relativa media (%)                           | 81    | 77   | 75    | 75     | 73     | 74     | 71    | 72    | 75    | 77    | 79    | 81    | 79,7     | 74,3     | 72,3     | 77       | 75,8  |
| Eliofania assoluta (ore al giorno)                   | 3     | 4    | 5     | 6      | 7      | 8      | 9     | 8     | 7     | 5     | 3     | 3     | 3,3      | 6        | 8,3      | 5        | 5,7   |
| Radiazione solare globale media (centesimi di MJ/m²) | 5,9   | 9,3  | 13,2  | 17,0   | 20,5   | 22,9   | 22,5  | 18,3  | 14,7  | 8,8   | 6,1   | 4,4   | 19,6     | 50,7     | 63,7     | 29,6     | 163,6 |
| Vento (direzione-m/s)                                | ENE 4 | E 4  | SSE 9 | SSE 16 | SSE 16 | SSE 16 | SSE 9 | SSE 9 | SSE 9 | SSE 4 | ENE 4 | ENE 4 | 4        | 13,7     | 11,3     | 5,7      | 8,7   |

## Origini del nome
Il toponimo San Donà ha origine agionimica e deriva dal troncamento di San Donato. Il nome riflette, infatti, il culto di Donato d'Arezzo, santo venerato nelle terre poste lungo il basso corso del Piave già verso la metà dell’VIII secolo. San Donato fu anche il primo patrono di San Donà e contitolare della chiesa arcipretale fino alla prima guerra mondiale.

## Storia
Un primo popolamento dell'area avvenne già in epoca preistorica: le ricerche archeologiche condotte durante il Novecento hanno rivelato vestigia di un insediamento neolitico nei dintorni di Chiesanuova, sulla sponda sinistra dell'alveo storico del fiume Piave. Inoltre, tracce significative di centuriazione nella parte settentrionale del territorio e la presenza di una rete viaria articolata (imperniata sulla Via Annia) lasciano presumere che nell'età romana la zona fosse abitata.
Durante l'Alto Medioevo le sorti dell'area furono legate alla città di Heraclia, sede vescovile e prima capitale del Ducato di Venezia. La città, sorta nel VII secolo nell'area della frazione di Cittanova, scomparve nel IX secolo.

Stemma del Patriarcato di Aquileia

In seguito all'anno 1000, nella zona oggi compresa nel territorio comunale si formarono due borghi: San Donato e Mussetta, prima soggetti alla giurisdizione temporale del Patriarcato di Aquileia e, successivamente, interessati dalle vicende che, tra XI secolo e XIII secolo, videro come protagonista la potente famiglia degli Ezzelini. A nord, si trovava il borgo di Mussetta, nei pressi di un castello edificato dai Patriarchi di Aquileia, a sud sorgeva il villaggio di San Donato, raccolto attorno a una cappella la cui presenza è attestata a partire dal 1154.
Nel 1250 il territorio subì una catastrofica alluvione del Piave che deviò il corso del fiume, spostando la cappella di San Donato dalla sponda sinistra a quella destra. Questa deviazione dell'alveo comportò la separazione della chiesa dal suo territorio di riferimento, che cominciò ad essere detto San Donato de qua de la Piave per distinguerlo da quello attiguo alla cappella: San Donato oltre la Piave (l'attuale Musile di Piave).
Nel corso del XIII e XIV secolo il territorio sandonatese venne a trovarsi in posizione strategica tra la Marca Trevigiana e la Repubblica di Venezia e per questo fu sottoposto a saccheggi e devastazioni, terminati con l'occupazione dell'area da parte delle truppe di Sigismondo di Lussemburgo (1412-1413) e la distruzione di Mussetta.
Terminata la guerra tra la Serenissima e il Regno d'Ungheria, la Repubblica incentivò lo sviluppo del territorio offrendo esenzioni fiscali agli agricoltori disposti a trasferirsi. Venezia, infatti, era direttamente interessata alla ripresa economica dell'area di San Donà, in quanto gran parte della superficie comunale era di proprietà demaniale.
Durante l'età moderna la Repubblica di Venezia avviò una serie di interventi di bonifica nel Basso Piave e destinò un funzionario (il gastaldo) alla gestione del territorio sandonatese. Nel 1468 urgenti necessità finanziarie indussero la Repubblica a cedere la gastaldia di San Donà in enfiteusi. Assegnata nel 1475 a Francesco Marcello e Angelo Trevisan, la gastaldia divenne successivamente possesso privato della sola famiglia Trevisan. I pubblici poteri furono affidati ad un funzionario nominato dal Doge, il Vicario Ducale, che aveva l'obbligo di prestare giuramento di fedeltà alla Repubblica e di risiedere a San Donà. Il primo vicario, Antonio Lupo, fu insediato nel 1476 dal doge Pietro Mocenigo. Nello stesso anno fu avviata la costruzione di una nuova chiesa, dedicata a santa Maria delle Grazie e consacrata nel luglio 1480.

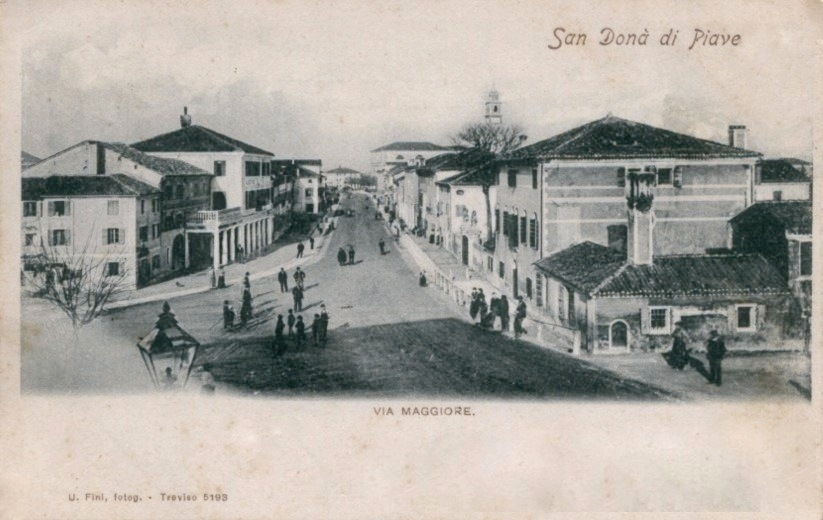
Il tratto iniziale di via Maggiore (corso Silvio Trentin) nei primi anni del Novecento.

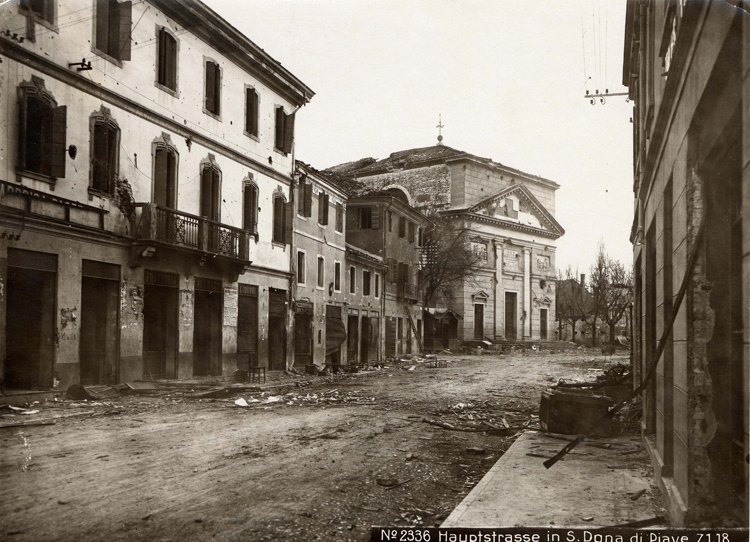
Corso Trentin il 7 gennaio 1918.

La crescita e lo sviluppo del centro urbano fu inizialmente difficile, soprattutto a causa degli instabili equilibri idraulici del territorio. Allo scopo di preservare la laguna dalle periodiche inondazioni del Piave, nei secoli XVI e XVII la Repubblica di Venezia promosse una serie di opere idrauliche nell'area, deviando il corso dei fiumi.
Nel 1797 con la Caduta della Repubblica di Venezia fu istituita la Municipalità di San Donà, capoluogo di uno dei quindici cantoni del distretto di Treviso. Con l'annessione di Venezia e delle sue dipendenze al Regno d'Italia napoleonico, il 1º maggio 1806 fu creato il Dipartimento dell'Adriatico, di cui San Donà entrò a far parte come capoluogo del distretto omonimo. All'inizio del XIX secolo nacquero i primi consorzi per la bonifica delle aree paludose a est e a sud del centro urbano, mentre San Donà aumentava significativamente le proprie funzioni amministrative.
Parte del Regno Lombardo-Veneto dal 1815, durante la dominazione austriaca San Donà mantenne la sua posizione di capoluogo di distretto. Durante la prima metà del XIX secolo il centro urbano si arricchì di palazzi, costruzioni commerciali e di un nuovo Duomo, realizzato tra il 1838 e il 1841.
Con l'annessione del Veneto al Regno d'Italia, nuovi lavori di bonifica interessarono il sandonatese, segnando la metamorfosi ambientale del territorio e incrementando la produttività della zona, furono stabiliti i servizi di collegamento ferroviari e via vaporetto, venne ampliata la rete stradale e furono aperte industrie e servizi per la popolazione.
Nella prima guerra mondiale ci fu un eroe sandonatese di nome Giannino Ancillotto che per distruggere un dirigibile austriaco si è avvicinato ad esso,ha spento il motore dell aereo, è entrato nel pallone del dirigibile ed è riuscito a uscirne sano e salvo. Durante l'epoca fascista fu costruito in centro alla città il monumento che si vede ancora oggi e a questo eroe sono state dedicate delle vie e una scuola.
L'impatto della prima guerra mondiale su San Donà fu devastante. In seguito allo sfondamento delle linee italiane a Caporetto, l'esercito Italiano ripiegò e si riorganizzò sul nuovo fronte lungo il corso del Piave. A partire dal 13 novembre 1917 iniziarono i lunghi mesi della guerra di trincea, culminati nella Battaglia del Solstizio. Nell'autunno del 1918 l'esercito italiano lanciò l'offensiva risolutiva contro le postazioni austro-ungariche e il 31 ottobre del 1918 San Donà tornò in mani italiane. Il bilancio dei lunghi mesi di combattimenti fu pesante: le infrastrutture cittadine risultavano completamente distrutte e la maggior parte del patrimonio architettonico e artistico era andato irrimediabilmente perduto.

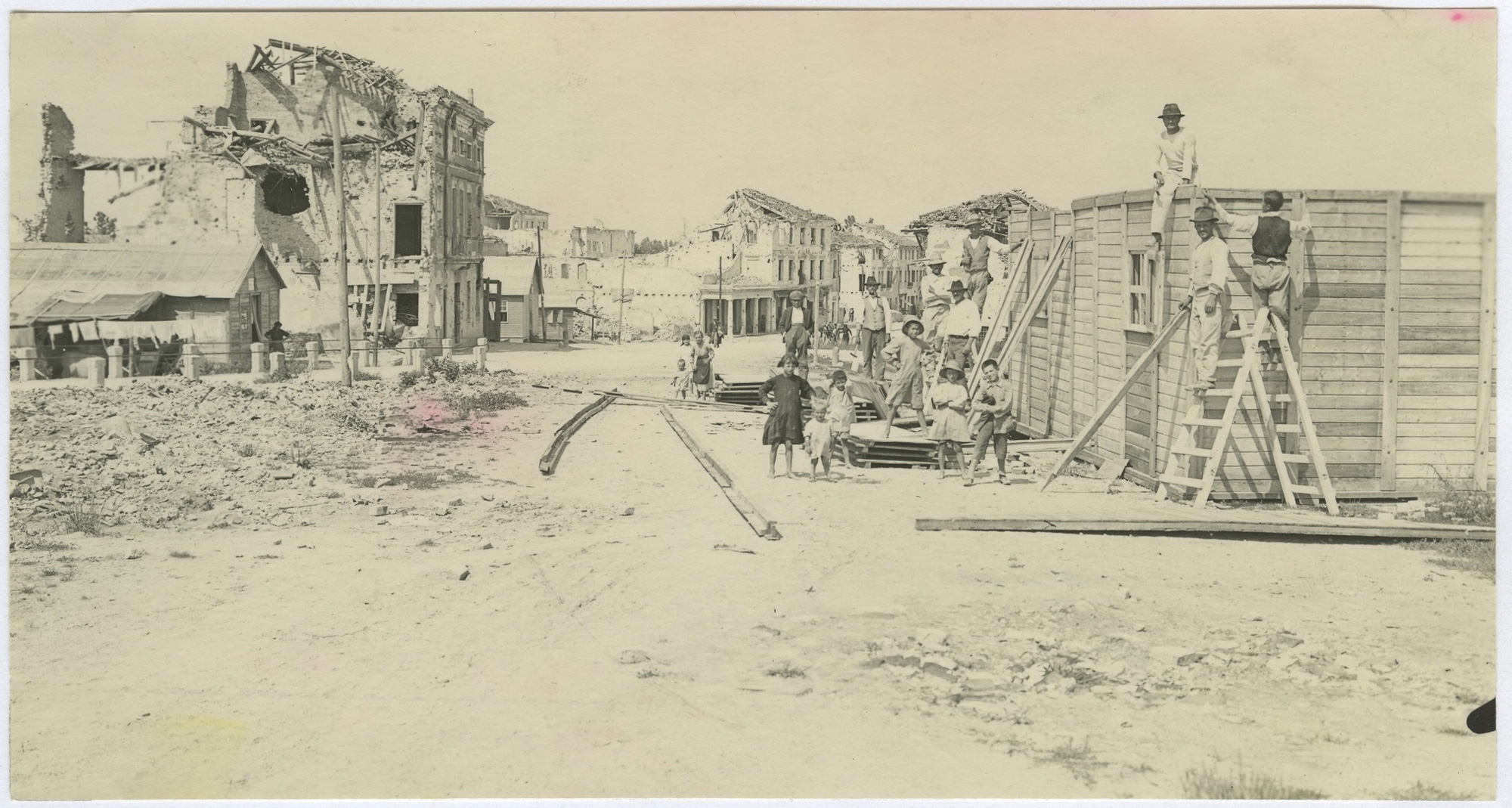
Veduta del tratto iniziale di corso Trentin al termine della prima guerra mondiale.

Il primo dopoguerra fu caratterizzato dalla completa ricostruzione della città e dal ripristino delle attività socioeconomiche, della viabilità intercomunale e del servizio ferroviario. Nel 1940 l'Italia entrò in guerra a fianco della Germania nazista. Dopo l'8 settembre 1943 furono centinaia i sandonatesi impegnati nella lotta partigiana. Nel 1944 la città fu sottoposta a diversi bombardamenti: durante le incursioni aeree vennero distrutti il teatro Verdi e l'ospedale Umberto I. Il 25 aprile 1945, in presenza di seimila soldati tedeschi, venne proclamata l'insurrezione della città e nella stessa giornata San Donà fu liberata.

### Simboli
Lo stemma e il gonfalone sono stati concessi con DPR del 12 ottobre 1987.
La descrizione ufficiale dello stemma è la seguente:
(Decreto del presidente della Repubblica n. 762 del 12 ottobre 1987)
Il gonfalone è un drappo di azzurro.

### Onorificenze
San Donà di Piave è inclusa tra le città decorate al valor militare per la guerra di Liberazione in quanto insignita della Medaglia d'argento al valor militare per i grandi meriti che essa ha avuto, con la seguente motivazione:
La città è inoltre decorata della Croce al merito di guerra:
San Donà di Piave si fregia, infine, del titolo di città:

## Monumenti e luoghi d'interesse

### Architetture religiose

Interno del duomo.

Duomo di Santa Maria delle GrazieIn stile neoclassico, è il luogo di culto cattolico principale di San Donà. Collocato tra piazza Duomo, piazza Rizzo e piazzetta Trevisan, il duomo fu edificato nella seconda metà del Quattrocento e ricostruito tra il 1838 e il 1841 da Giovanni Battista Meduna su progetto di Antonio Diedo. L'edificio, gravemente danneggiato durante la prima guerra mondiale, fu sottoposto a un'opera di ricostruzione effettuata da Giuseppe Torres tra il 1919 e il 1923. La facciata è caratterizzata da un imponente pronao sormontato dalle statue delle tre virtù teologali e sostenuto da otto colonne scanalate di ordine corinzio.
Chiesa di San Carlo BorromeoIn stile neoromanico, si trova nella frazione di Chiesanuova. L'edificio venne edificato su progetto dell'architetto Giuseppe Torres in sostituzione della chiesa preesistente costruita nel 1696 e distrutta durante la prima guerra mondiale. L'apparato decorativo interno comprende pregevoli opere del pittore Juti Ravenna.
Chiesa parrocchiale di Santa Maria AssuntaLa chiesa, edificata tra il 1966 e il 1967 su progetto dell'architetto Angelo Polesello, si trova nel quartiere di Mussetta di Sotto e conserva al suo interno reperti lapidei scolpiti di epoca medievale e rinascimentale. Fu una delle prime chiese in Italia realizzate seguendo le indicazioni della Costituzione sulla Liturgia del Concilio Ecumenico Vaticano II.
Chiesa parrocchiale di San Pio X
Chiesa parrocchiale di San Giuseppe Lavoratore
Chiesa della Presentazione della Beata Vergine Maria a Passarella
Chiesa di San Donato d'Arezzo a Calvecchia
Chiesa di San Giuseppe a Mussetta di Sopra
Chiesa di San Giorgio Martire a Grassaga
Chiesa di Maria Bambina a Isiata
Chiesa della Madonna della Pace a Palazzetto
Chiesa di Santa Maria di Piave
Chiesa di Santa Maria del Carmelo a Cittanova
Chiesa di San Giovanni Bosco a Fossà

### Architetture civili

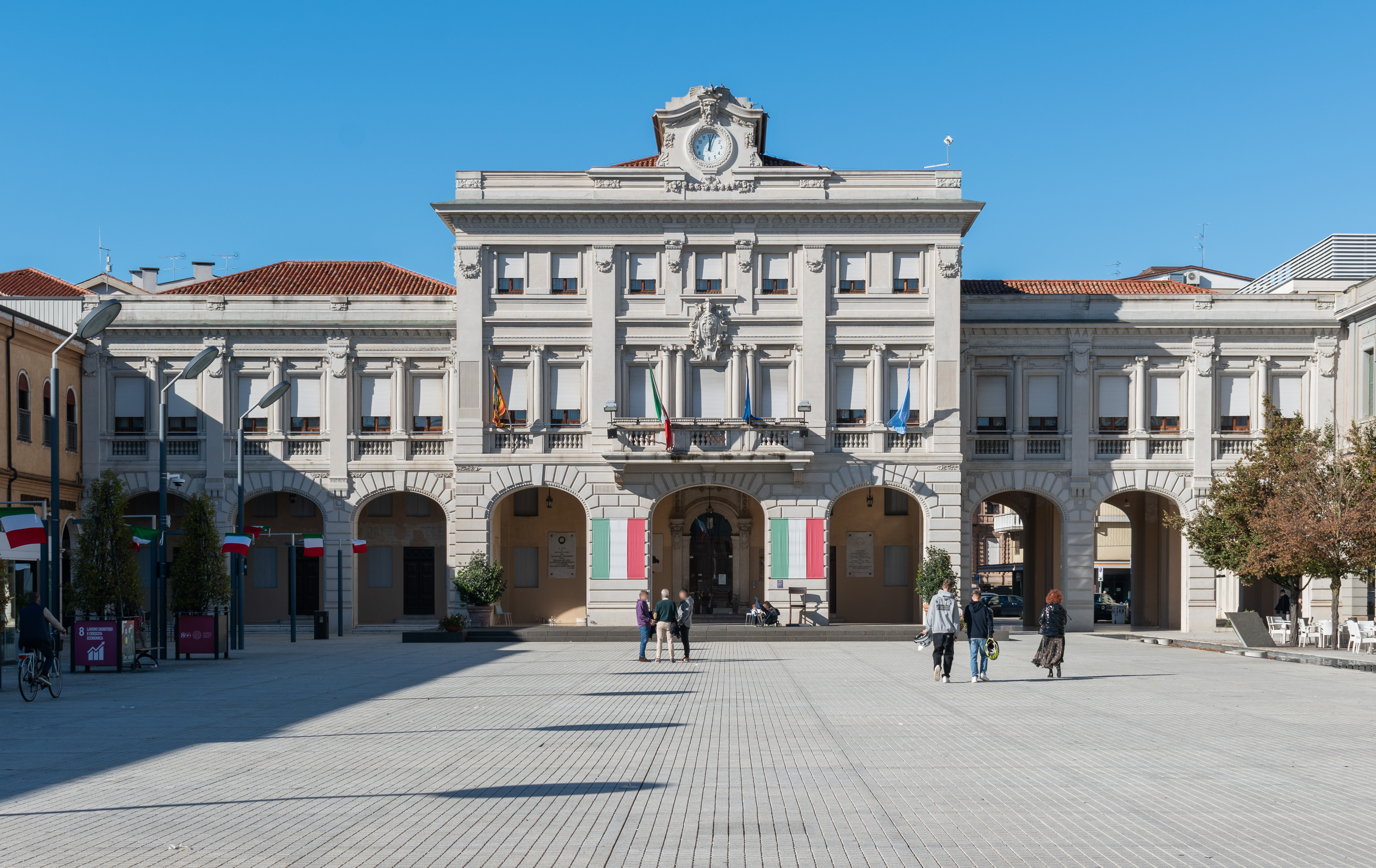
La facciata del municipio.

Palazzo del MunicipioIl Municipio fu costruito in seguito alla Grande guerra sulle macerie dell'edificio precedente e venne inaugurato il 3 giugno 1923, in presenza dell'allora capo di governo Benito Mussolini. Il palazzo, progettato da Camillo Puglisi Allegra, chiude con un fronte di 50 metri il lato ovest di piazza Indipendenza. La facciata è decorata da paraste, festoni, semicolonne e trabeazioni movimentate; il corpo centrale, sovrastato dall'orologio, è caratterizzato dalla presenza dello stemma comunale.
Palazzo del Consorzio di BonificaProgettato da Camillo Puglisi Allegra, definisce con i suoi portici il lato nord di piazza Indipendenza. Il palazzo, edificato tra il 1927 e il 1929, presenta un corpo centrale elevato e aggettante rispetto alle ali laterali. La facciata è contrassegnata da paraste ioniche di ordine gigante, teste femminili e patere con motivi ornamentali floreali.
Palazzo della Cassa di Risparmio di VeneziaL'edificio fu realizzato nella seconda metà degli anni venti su disegno di Camillo Puglisi Allegra allo scopo di ospitare la sede centrale della Banca Mutua Popolare di San Donà. L'edificio porticato segna l'incrocio tra corso Trentin e via Battisti di fronte a piazza Indipendenza. I prospetti del palazzo presentano un'ornamentazione scultorea molto ricca composta da festoni, canestri, cornucopie e scudi.
Villa De FaveriStorica villa ottocentesca situata nel centro cittadino a pochi passi dal duomo. Venne costruita dal trisavolo della famiglia De Faveri, figura molto importante nella bonifica del territorio del comune di Jesolo alla fine del secolo. Durante la prima guerra mondiale la villa fu bombardata e distrutta, di cui fanno testimonianza alcuni resti all'ingresso della costruzione. La facciata del palazzo è caratterizzata da un uso ridotto di elementi decorativi i quali si limitano solamente ad alcuni rilievi in pietra che evocano un'architettura tipica dello stile palladiano. Ad oggi la villa è liberamente visitabile al pubblico al sabato e alla domenica ed ospita occasionalmente eventi dedicati ai matrimoni e spettacoli.
Oratorio Don BoscoI lavori di costruzione dell'oratorio iniziarono nel 1927 ad opera di don Luigi Saretta e di una congregazione di Salesiani, per poi essere ultimati nel 1930. Ubicato nel centro storico cittadino in via XIII Martiri, si tratta di un'area comprensiva di una giostra, un campo da calcio, una chiesa votiva e, nella zona più esterna, un centro di formazione professionale. L'oratorio è tuttora il punto di ritrovo di molti giovani e sede di molte attività a fini scautistici, teatrali, musicali e sportivi.
Teatro Metropolitano AstraProgettato dall'architetto portoghese Gonçalo Byrne, è stato inaugurato nel 2014 e al suo interno hanno luogo rassegne e spettacoli di artisti e cori di fama nazionale ed internazionale. La struttura moderna e lineare ha una capienza complessiva di circa 500 posti a sedere e dispone di un'ampia platea, galleria e caratteristiche tecniche congeniali alla prosa, ai concerti e alle opere liriche.

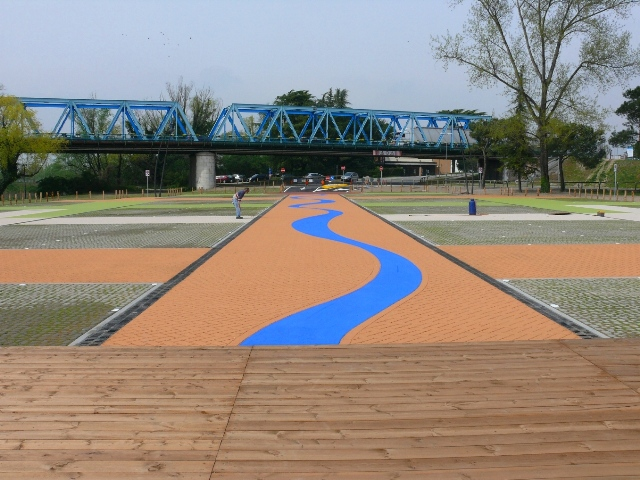
Il ponte della Vittoria visto dal parcheggio sottostante.

Ponte della VittoriaRicostruito tra il 1921 e il 1922, fu inaugurato il 12 novembre 1922 dal duca d'Aosta Emanuele Filiberto di Savoia. Danneggiato dai bombardamenti del 1944, è stato sottoposto negli anni duemila a un restauro cromatico curato da Ettore Sottsass. Il ponte funge da collegamento principale tra i comuni di San Donà e quello di Musile.

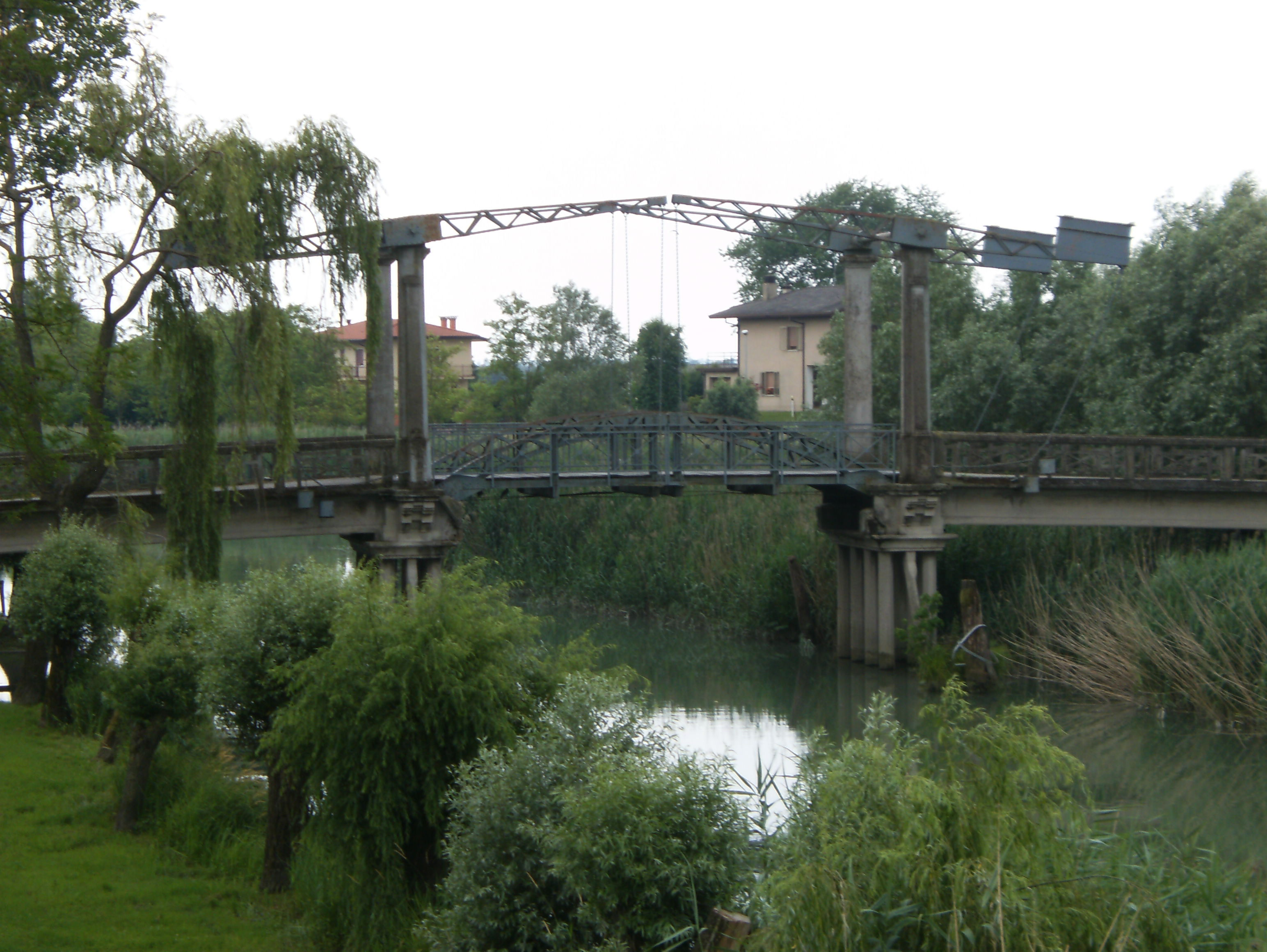
Il ponte a bilanciere di Caposile.

Ponte a bilanciereSituato in località Caposile, è un ponte apribile che collega le sponde della Piave Vecchia (confine tra i comuni di San Donà e Musile di Piave) a pochi metri a monte dalla confluenza con il Taglio del Sile. Realizzato nel 1927, il ponte rimase in servizio fino agli anni cinquanta, quando fu inaugurato l'attuale ponte della Vittoria.

### Architetture militari
Caserma "Tombolan Fava"Si tratta di una caserma intitolata a Ottorino Tombolan Fava, militare di Stra caduto in battaglia nel 1918. Il complesso venne inaugurato il 28 settembre 1967 come sede del 5º Reggimento Artiglieria Missili Contraerei e si trova nella frazione di Fiorentina, a ridosso della strada provinciale in direzione del comune di Caorle. Occupa una superficie complessiva di 87000 m² di cui 12 000 comprensivi di una decina di edifici e una palestra. La caserma venne dismessa nel 2001 e solamente nel 2016, dopo il passaggio da demanio dello Stato a proprietà comunale, sono state effettuate alcune operazioni di recupero conservativo, a seguito delle condizioni di degrado e abbandono in cui versava lo stabile.

### Altro
Piazza IndipendenzaIl progetto venne presentato il 26 luglio 1858 da parte dell'ingegnere civile Giuseppe De Faveri. I lavori di costruzione della piazza iniziarono il 15 giugno 1862 e terminarono nello stesso anno; essa si presentava come un ampio spazio quadrangolare circondato da mura, con una zona di 3 metri riservata alla costruzione di un portico da tre lati. Tale porticato sarebbe stato venduto a cittadini privati disposti ad erigervi sopra fabbricati civili. In seguito, nel 1865, il consiglio comunale ordinò la costruzione di un palazzo per i pubblici uffici e, nel 1881, venne completato l'edificio delle scuole elementari. Tuttavia, con l'avvento della prima guerra mondiale, la distruzione della piazza e di San Donà fu inevitabile; ciononostante, la ricostruzione fu rapida ed efficace, nella quale vennero impiegati i più noti architetti del tempo a ridefinire la struttura urbanistica della zona. Agli inizi degli anni trenta venne edificato al centro della piazza il monumento dedicato a Giannino Ancillotto, eroe di guerra. Intorno agli anni sessanta, sono stati effettuati lavori di asfaltatura con la creazione di un anello interno adibito all'utilizzo in qualità di parcheggi e la posa di aree pavimentate in porfido. Nel 2012, la piazza è stata completamente ridisegnata con lo spostamento del monumento a Giannino Ancillotto verso est, l'installazione di una fontana lineare e di nuovi impianti di illuminazione e il rifacimento della pavimentazione in granito bianco.
Monumento a Giannino AncillottoCostruito nel 1931, è un monumento realizzato dall'architetto Pietro Lombardi in memoria dell'aviatore Giannino Ancillotto. All'inaugurazione, avvenuta il 15 novembre 1931, parteciparono il podestà sandonatese Costante Bortolotto, l'allora ministro dell'aeronautica Italo Balbo ed altre autorità del territorio. La costruzione, sita in piazza Indipendenza, evoca la sagoma di un aereo contornato da robuste fiamme ed aquile ad altorilievo. Ai lati della struttura sono posti due rilievi bronzei, collocati nel 1934, che raffigurano il ritratto di Giannino Ancillotto e l'impresa dell'abbattimento del drachen di Rustignè. Nella parte superiore si eleva una colonna in granito, dono del governatore Francesco Boncompagni Ludovisi, proveniente dal Museo Antiquarium di Roma.
Conca di navigazione di IntestaduraRealizzata nel 1873, è una conca di navigazione a doppio sistema di paratoie che si chiudono ad angolo acuto verso il Piave. La conca, situata al confine tra il territorio di Musile e il centro abitato di Chiesanuova, fu costruita al duplice fine di garantire la sicurezza idraulica della zona e di agevolare il trasporto fluviale tra il Piave e il Sile.
Stabilimento idrovoro di CittanovaVenne inaugurato nel 1903 e ricostruito dopo la Grande guerra. È il più antico impianto di sollevamento delle acque per la bonifica ancora attivo nel Basso Piave. Lo stabilimento idrovoro si trova in un territorio posto al di sotto del livello del mare nei pressi della frazione di Cittanova.

### Aree naturali
In tutto il territorio sandonatese si contano numerosi parchi ed aree verdi tra cui:

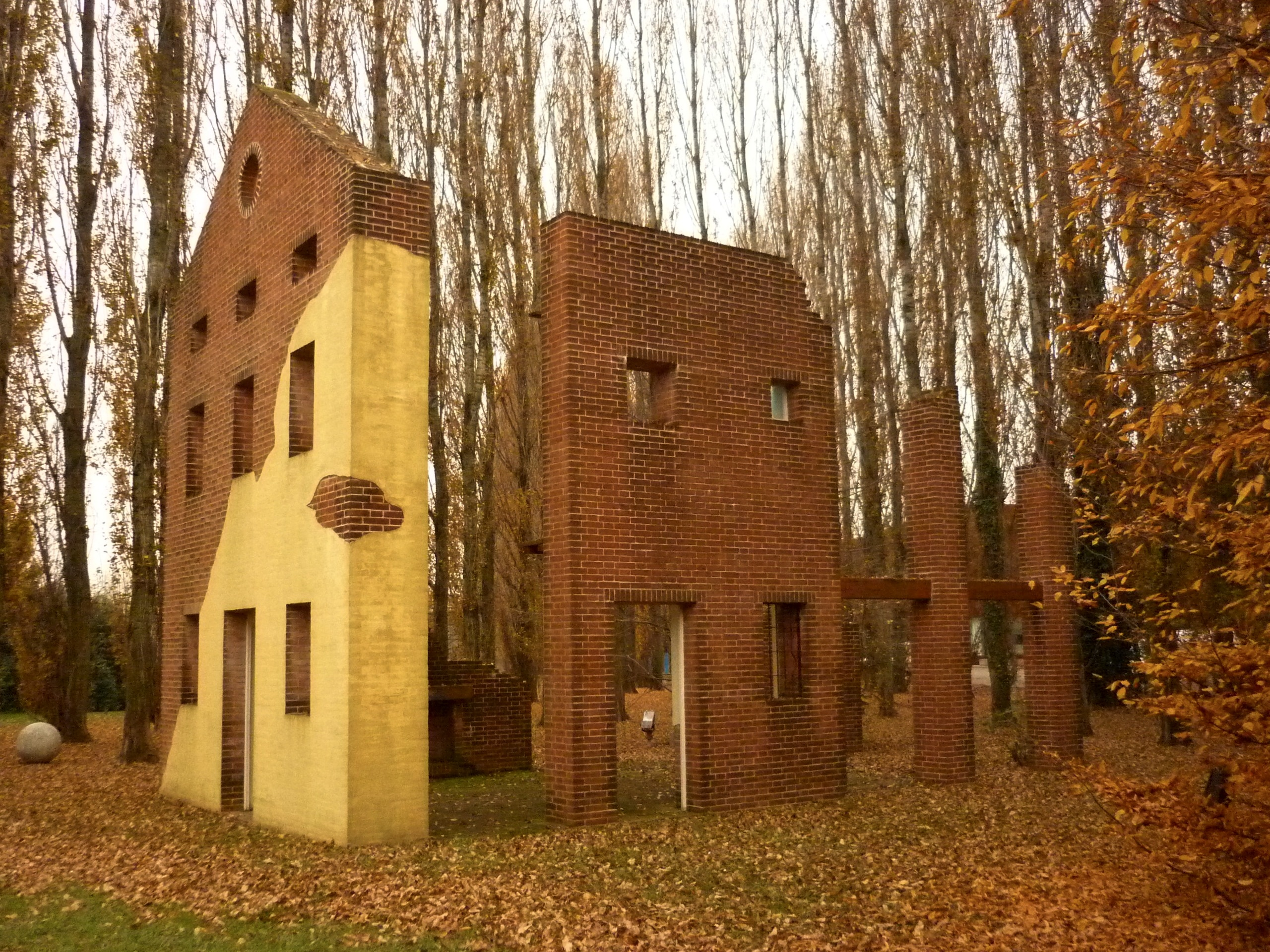
La Casa Abbandonata di Aldo Rossi nel Parco della Scultura in Architettura

Parco della Scultura in ArchitetturaSituato nella zona periferica di San Donà, è parco cittadino noto a livello internazionale a studiosi ed appassionati di arte e architettura. Si tratta di uno spazio verde aperto al pubblico ed accoglie installazioni e sculture di artisti, architetti e designer di fama mondiale.
Parco EuropaUbicato tra le vie Giuseppe Verdi, Giovanni XXIII e Nazario Sauro, occupa un'area di circa 25350 m². La superficie è caratterizzata da un piccolo corso d'acqua artificiale. All'interno del parco si trovano la sede della locale sezione dell'Associazione Nazionale Alpini, il monumento alle Penne Nere e il Monumento ai Caduti Interalleati. Dal 1978, all'interno del parco si può ammirare una locomotiva a vapore.
Parco Federico FelliniParco molto esteso situato ad est del centro urbano. L'ingresso si ha dalle vie Revine, Calnova e Giulietta Masina. L'area è caratterizzata da uno stagno al centro e da corsi d'acqua, canali e fossati che la circondano per la maggior parte del perimetro. Il parco comprende un'area attrezzata per il gioco infantile, una zona pic-nic per le famiglie e i diversamente abili, aree a verde didattico, a bosco e a prato. All'interno del parco ci sono anche numerosi percorsi ciclopedonali.

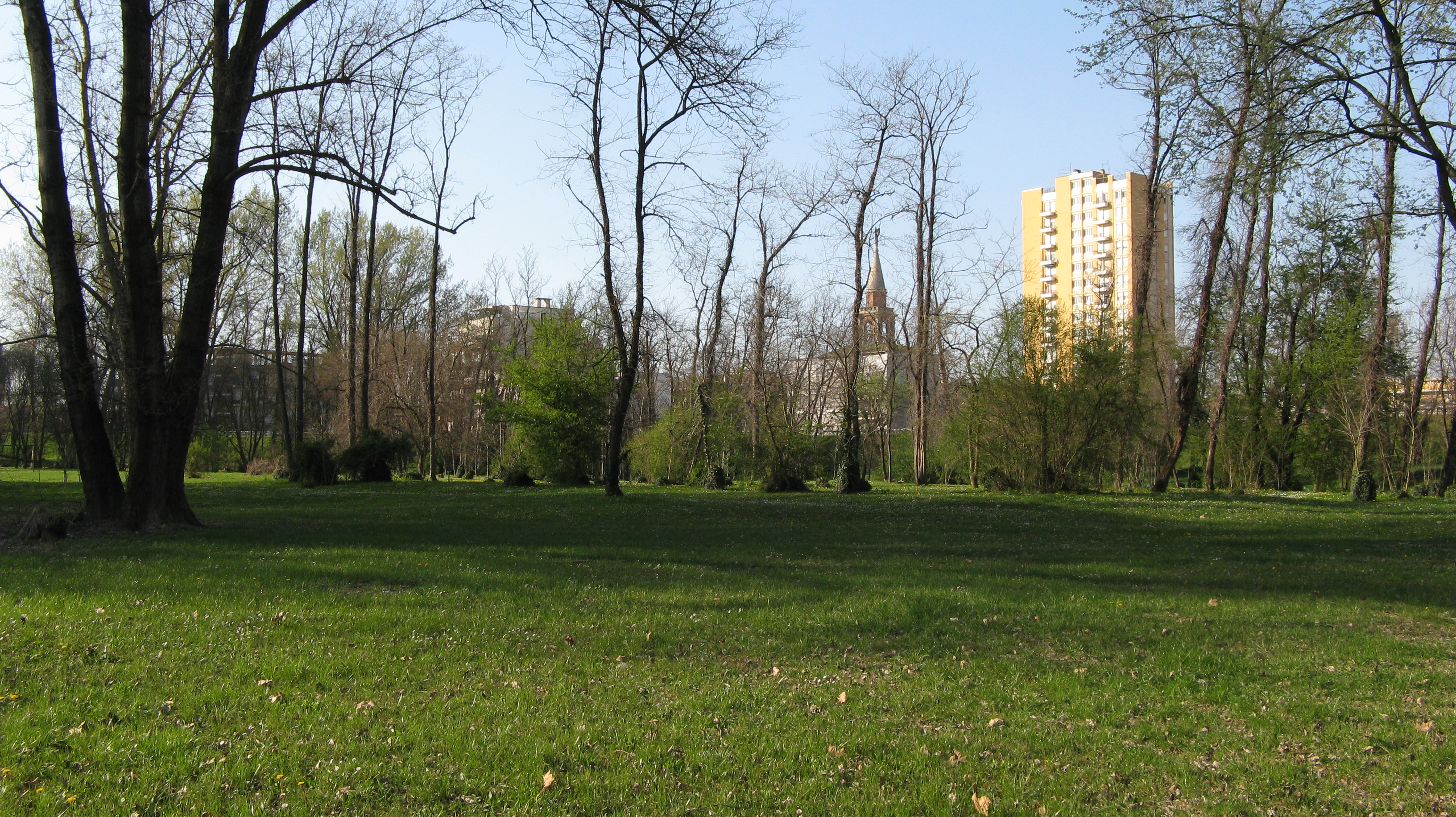
Vista del Parco Fluviale dall'interno.

Parco fluvialeSituato nell'ampia area golenale posta a valle del ponte della Vittoria, la sua superficie è di circa 88000 m². All'interno del parco si trovano il monumento al giovane sandonatese Mario Rorato e, lungo la sponda del fiume, strutture per diporto nautico. Vi sorgono varie specie di alberi secolari ed arbusti igrofili ed è popolato da numerosi animali.
Parco Un abbraccio verdeChiamato anche "Parco Bianco" per il caratteristico colore dei suoi sentieri, occupa un'area irregolare tra via Carrer e via Grassi. Progettato dall'architetto milanese Cino Zucchi, è caratterizzato da vasti viali ghiaiati e da una elevazione artificiale che costituisce una sorta di anfiteatro. La sua superficie è di circa 23300 m².. Nel settembre 2019 ha ricevuto l'attuale denominazione di "Parco diritti delle bambine e dei bambini".

## Società

### Evoluzione demografica
Abitanti censiti

### Etnie e minoranze straniere
Al 31 dicembre 2022 gli stranieri sono 4214, pari al 10,32% della popolazione.

### Lingue e dialetti
A San Donà, oltre all'italiano, è parlata la variante sandonatese della lingua veneta, usata anche in altre città vicine. Il vernacolo sandonatese è stato definito: «inconfondibile nella sua pronuncia che tanto si distingue, con le sue «z», da quello veneziano».

### Religione

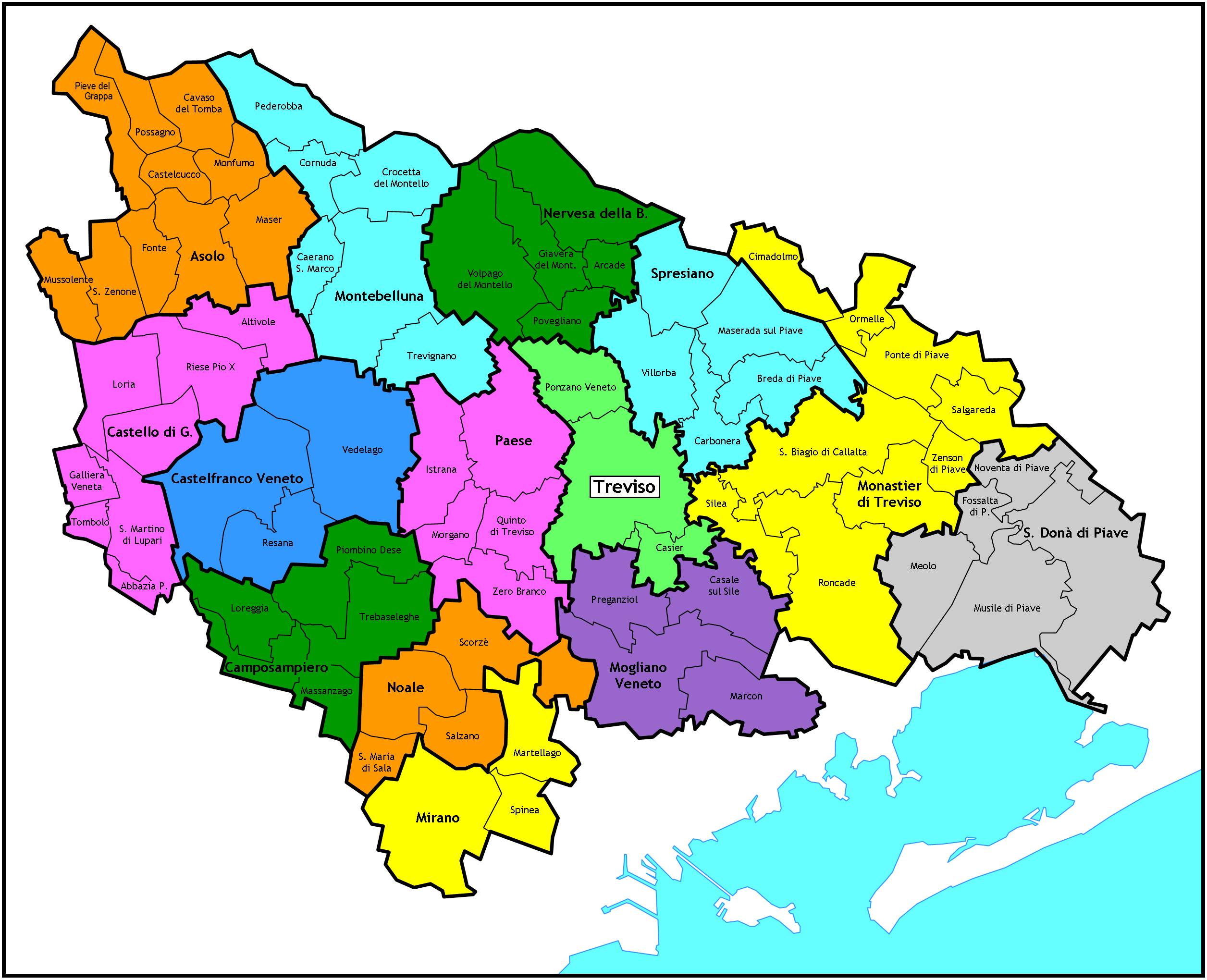
La suddivisione della diocesi di Treviso in vicariati. In grigio il vicariato di San Donà.

La maggior parte del territorio ricade sotto la diocesi di Treviso che amministra nove parrocchie su dodici, con la parrocchia del duomo al vertice di un vicariato.
Le parrocchie di Fossà e Grassaga, al di là del canale che prende il nome da quest'ultima, fanno parte della diocesi di Vittorio Veneto.
A testimonianza dell'antico legame del Sandonatese con Venezia, la frazione di Cittanova fa parte del patriarcato di Venezia. Non mancano anche altre comunità religiose quali la Chiesa ortodossa rumena, la Chiesa greco-cattolica rumena e la Congregazione Cristiana dei Testimoni di Geova.

### Tradizioni e folclore
Una delle tradizioni di San Donà di Piave è il "Patto Solenne d'Amistà" (Patto dell'amicizia), che viene ricordato il 7 agosto di ogni anno nel giorno di San Donato. Questa consuetudine, che consiste nel dono di due capponi da parte del Sindaco di San Donà di Piave a quello di Musile di Piave, nasce da un fatto storico: nel Medioevo, tra i centri di San Donà e Musile di Piave esisteva una cappella consacrata a San Donato. Intorno al 1250, a causa di una grande alluvione che deviò il corso del Piave, la cappella passò dalla sponda sinistra alla sponda destra del fiume, nel territorio di "San Donato oltre la Piave", conosciuto oggi come il comune di Musile. Secondo la leggenda le due comunità sancirono un patto: gli abitanti dell'antica Musile conservarono San Donato come proprio patrono e in cambio San Donà poté fregiarsi di tale nome versando un tributo annuo di gallos eviratos duos, vivi et ruspanti pingues et optimi che tradotto dal latino significa "due capponi, belli, grassi e gustosi". La prima edizione in epoca moderna della manifestazione risale al 1957.

### Istituzioni, enti e associazioni
L'ospedale civile di San Donà è situato in via Nazario Sauro ed è il quarto di una serie di edifici che hanno accompagnato la storia della cittadina, l'ultimo dei quali costruito nel 1953. Ci sono inoltre uffici delI'INPS, compagnie della Guardia di Finanza, dei Carabinieri e della Polizia stradale. Nel territorio comunale ha sede un distaccamento operativo del Raggruppamento Unità Difesa, apparato interforze dell'Agenzia Informazioni e Sicurezza Esterna e la sezione diagnostica per la città metropolitana di Venezia dell'Istituto Zooprofilattico Sperimentale delle Venezie.

### Qualità della vita
| Anno | Borghi felici (Sole 24 Ore) | Comuni ricicloni sopra i 10 000 abitanti - Area nord (Legambiente) |
| ---- | --------------------------- | ------------------------------------------------------------------ |
| 2009 | - (-)                       | 86º (- 21)                                                         |
| 2010 | - (-)                       | 65º (+ 21)                                                         |
| 2011 | - (-)                       | 62º (+ 3)                                                          |
| 2012 | - (-)                       | 107º (- 45)                                                        |
| 2013 | - (-)                       | 103º (+ 4)                                                         |
| 2014 | 50º (-)                     | 68º (+ 35)                                                         |
| 2015 | 92° (- 42)                  | 42º (+ 26)                                                         |

## Cultura
I punti di riferimento fondamentali per la gran parte dell'offerta culturale della città sono costituiti dal Museo della Bonifica e dal Centro culturale "Leonardo da Vinci". Ubicato in piazza Indipendenza, in uno degli edifici più antichi della città, il Centro culturale è sede della Biblioteca civica, della Galleria civica d'arte moderna e contemporanea, e del Caffè letterario.

### Biblioteche
La biblioteca comunale è stata istituita nel 1964 e aperta al pubblico il 24 aprile 1965 nel palazzo di piazza Indipendenza, già sede della pretura. Dopo essere stata trasferita in via Risorgimento nel 1976, nel 1991 la biblioteca ha trovato una nuova e definitiva sede nel Centro Culturale Leonardo da Vinci.
Dal 2004 la Biblioteca civica è in funzione con tre punti decentrati di lettura e prestito librario presso la Biblioteca "Giovanni XXIII", il Centro di lettura "Anna Trevisiol" situato nel quartiere di Tessère, e il reparto di Pediatria dell'Ospedale civile.
Nel 2009 la "sezione ragazzi" è stata trasferita al piano terra della "Casa dei Bambini", inaugurata nello stesso anno nello stabile dell'ex casa del Mutilato in via Gorizia, in passato sede della caserma dei vigili del fuoco. La biblioteca possiede attualmente un patrimonio complessivo di più di 50 000 volumi e 2 500 documenti multimediali.
Ha sede poi la biblioteca del Museo della Bonifica che possiede un patrimonio complessivo di circa 11 000 volumi inerenti soprattutto all'agricoltura, alla bonifica, alla storia del Veneto e alla storia della Grande guerra. Il nucleo antico è costituito da oltre 200 volumi e comprende, oltre a vari importanti testi editi tra il Cinquecento e il Settecento, un esemplare del primo atlante italiano, il famoso Atlante Geografico d'Italia di Giovanni Antonio Magini.
C'è anche la biblioteca Giovanni XXIII, istituita nel 2004 e avente sede presso l'oratorio San Domenico di Mussetta di Sotto. La sua dotazione bibliografica comprende un'ampia sezione dedicata alla letteratura per ragazzi e testi relativi alle tematiche della fede cristiano-cattolica, alla pedagogia e alla storia locale. Il patrimonio complessivo della biblioteca consta di circa 7 000 volumi.

### Scuole
Nel territorio comunale si contano diverse scuole primarie e dell'infanzia e tre scuole medie. I nove istituti superiori costituiscono il principale polo scolastico per migliaia di studenti provenienti dai comuni limitrofi.

### Musei
Il più importante museo sandonatese è il Museo della Bonifica, aperto nel 1983 al posto di un ex convento per monache clarisse. All'interno del museo sono esposti numerosi modellini, plastici e fotografie riguardanti la storia della cittadina e le attività di bonifica del territorio iniziate verso la fine dell'Ottocento. Nel museo si trovano, oltre alla biblioteca specializzata, anche l'archivio storico comunale e numerosi archivi inerenti ai conflitti del primo Novecento.
La Galleria civica d'arte moderna e contemporanea, sita nel Centro culturale "Leonardo da Vinci", possiede numerose esposizioni plastico-figurative create da artisti di interesse nazionale ed internazionale.
Sempre all'interno del centro culturale, si trova anche lo spazio espositivo "Italvanto Battistella", dedicato al fotografo Italvanto Battistella a cui si deve l'importante documentazione fotografica della città distrutta dalla Grande guerra e della sua prima ricostruzione.

### Media
L'unica emittente radiofonica è stata Radio San Donà, operante in tutto il Veneto Orientale fino a maggio 2016.

### Teatro
La città dispone di un teatro dalla capienza di 498 spettatori, il Teatro Metropolitano Astra,  inaugurato nel dicembre del 2014. Attività teatrale è svolta da alcune compagnie cittadine. Il Teatro dei Pazzi promuove la formazione teatrale attraverso i laboratori e i corsi di recitazione. Diverse le associazioni teatrali e le accademie in attività. Nel Novecento la vita culturale di San Donà di Piave è stata ravvivata dall'attività di una poetessa e scrittrice vernacolare: Lisa Davanzo (1917-2006), soprannominata "la maestra dei sandonatesi", ricordata come drammaturga per la sua commedia La fameja dei Finotti.

### Cinema
Il caimano del Piave, un film del 1951 diretto dal regista Giorgio Bianchi, è ambientato a San Donà negli anni della prima guerra mondiale. Nel film del 1972 Il prode Anselmo e il suo scudiero del regista Sergio Corbucci, Erminio Macario interpreta il ruolo di fra' Prosdocimo Zatterin da San Donà di Piave, religioso che fa il mestiere del castratore.

### Musica
La realtà musicale della cittadina è costituita da alcune bande di rilevanza storica tra cui la Banda musicale dell'oratorio Don Bosco, la Fanfara del Piave e la sezione sandonatese della Fanfara dell'Associazione Nazionale Bersaglieri. Nell'ambito internazionale è attivo il coro Monte Peralba, istituito nel 1967, il quale conta oltre seicento concerti ed undici tournée in cinque paesi europei. A San Donà nacque anche un complesso heavy metal classico: gli Smash Hits, attivi dal 1976 al 1986.

### Cucina

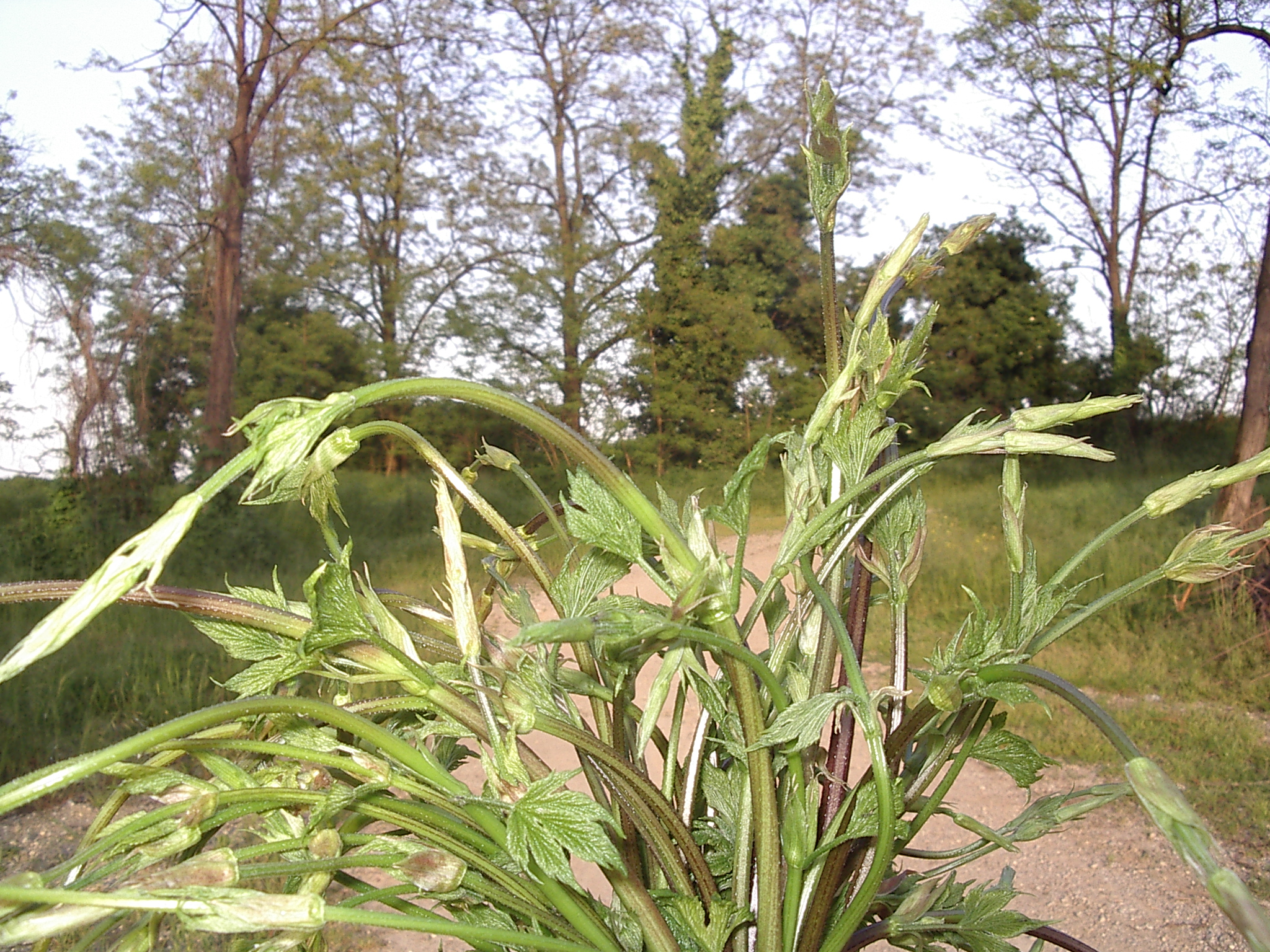
Mazzetto di cime di luppolo selvatico, dette bruscandoli.

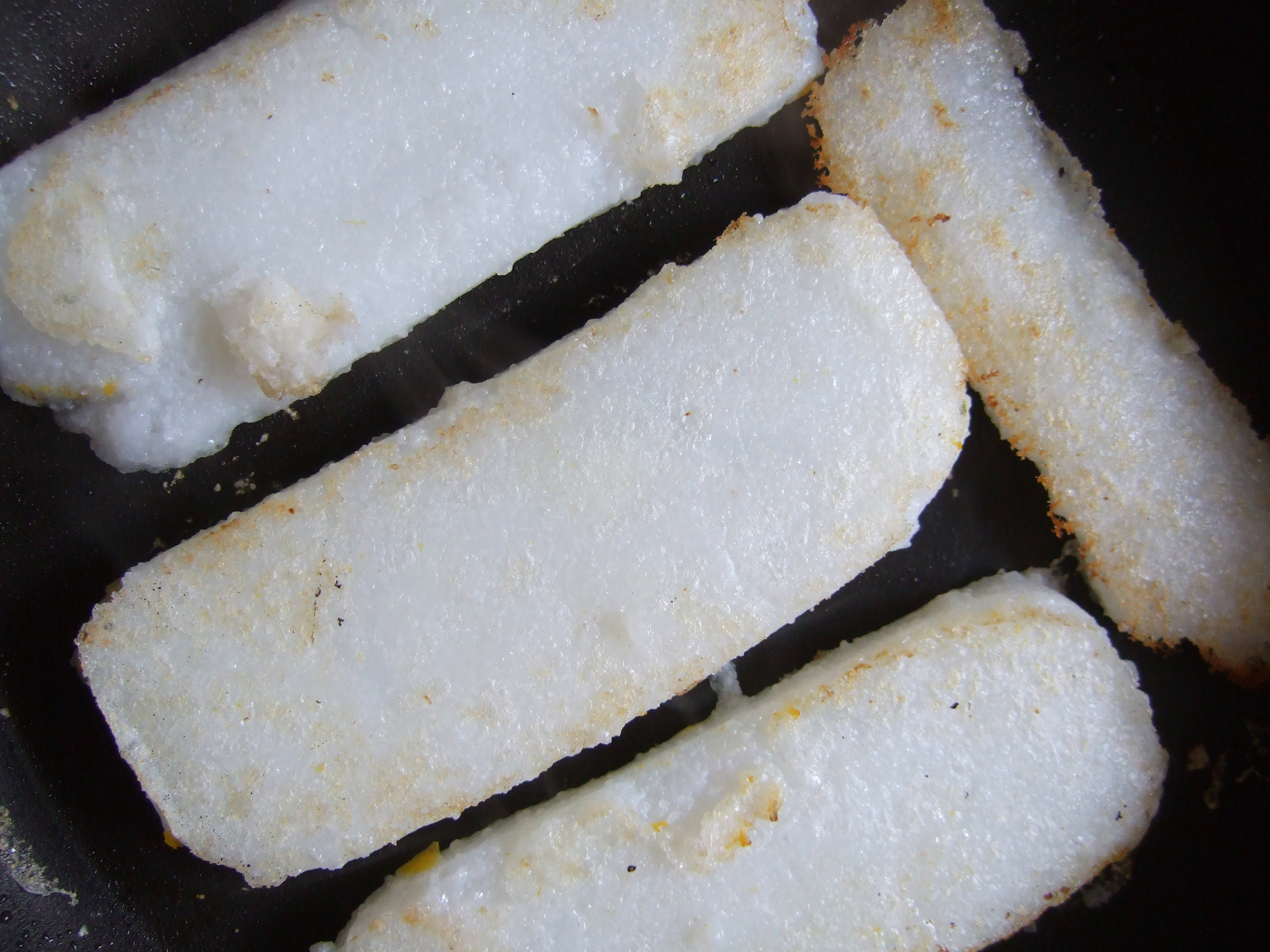
Polenta di mais bianco alla piastra.

La cucina sandonatese, profondamente legata alla civiltà contadina, condivide con il comprensorio del Basso Piave una tradizione gastronomica comune. Nei primi piatti è evidente il forte legame con le zone vicine: la Marca Trevigiana, l'area lagunare e il litorale adriatico. I piatti tipici comprendono il cotechino (musétto), brodo di rane, lumache, radicchio e fagioli (radìci e fasiòi), pasta e fagioli (pasta e fasiòi), frittata (fortaja, preparata con salame, asparagi, bruscandoli o altre erbe spontanee), uova e cipolla, polenta bianca con gamberetti grigi di laguna (poénta e schìe), trippa di maiale e dadini di lardo in tegame (tzotùi). I piatti a base di pesce, influenzati dalla cucina veneziana, comprendono granchi di laguna (masanéte), polpi (folpetti), lumache di mare, stoccafisso (bacałà) e sarde in saor (sardèe in saór). Si producono numerosi insaccati e salumi tra cui ossocollo, pancetta, lingua, soppressa, salame, salsiccia e la sua variante con ritagli di fegato macinato, detti figadéi.
Tra i dolci, spiccano la focaccia (fugàza, preparata in occasione della Pasqua), frittelle (frìtołe, consumate durante il Carnevale), chiacchiere (gałàni o cròstołi), pane con l'uva e la pinza, dolce tipico del periodo natalizio, spesso accompagnato dal Vin brulé e consumato, in particolare, in occasione del panevìn.
San Donà rientra nella zona di produzione dei vini Piave DOC. I principali vini tipici sono: Piave Rosso, Piave Cabernet, Piave Merlot, Piave Raboso, Piave Tai, e Piave Verduzzo.

### Eventi
La manifestazione più importante dell'anno è la tradizionale Fiera del Rosario, popolarmente chiamata "Le Fiere". Si svolge il primo lunedì del mese di ottobre, e durante la settimana immediatamente precedente. L'evento richiama decine di migliaia di persone da tutto il Triveneto nelle strade della città tra padiglioni e bancarelle di vario genere, in particolare nella giornata di domenica. Le origini della Fiera del Rosario non sono note con certezza, pare comunque abbia avuto inizio prima del XVII secolo. Alcuni elementi la fanno risalire alla Battaglia di Lepanto. In quell'occasione la vittoria fu consacrata alla Vergine del Rosario e la sua celebrazione si sovrappose a fiere e feste popolari preesistenti. Nel 1856, l'Imperial Regia Luogotenenza di Venezia, nell'elencare i mercati e le fiere della provincia, la dichiarava "di antica tradizione", dunque, molto probabilmente anteriore al 1814, anno a cui risale il più antico manifesto pervenutoci.
Il Gaudium Sancti Donati è la rievocazione storica del Patto Solenne d'Amistà che si svolge il 7 agosto di ogni anno. Nel centro cittadino viene organizzata una grande festa con spettacoli, musiche e costumi tradizionali del Medioevo.
Vi è Ziogando inte a Strada, che tradotto dalla lingua veneta significa "Giocando sulla strada". Posto tra l'ultima settimana di settembre e le prime due di ottobre, l'evento si svolge in una sola giornata ed è una manifestazione di rievocazione delle antiche tradizioni popolari della zona. Si svolge in costume e propone al pubblico giochi, canti e vecchi mestieri praticati fino alla prima metà del Novecento.
Infine dal 2022, viene recitato tutte le sere di maggio il Santo Rosario, al capitello di San Giovanni Bosco di Via Trieste. Questo capitello, costruito nei pressi di uno demolito nel 2021, è stato voluto dalla Famiglia Rotondi.

## Geografia antropica

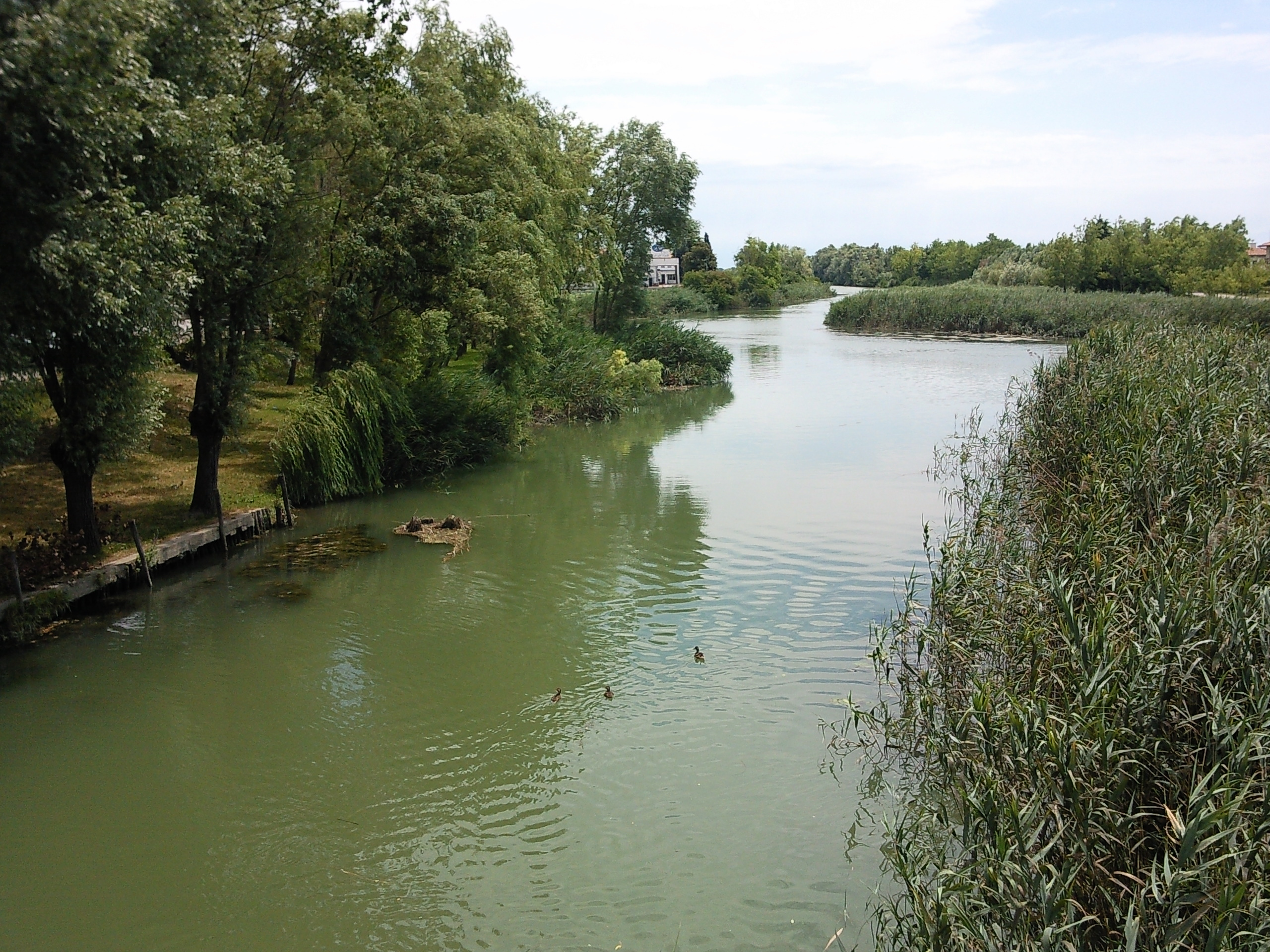
Il fiume Sile nella zona di Caposile.

### Urbanistica
Dopo i bombardamenti della prima guerra mondiale e la distruzione della città, San Donà venne riprogettata completamente con la costruzione di nuovi edifici nonché il collegamento della città con la stazione ferroviaria e il potenziamento della rete stradale. La costruzione dell'autostrada Venezia-Trieste ha permesso lo sviluppo urbano ed economico della cittadina, con la realizzazione di poli funzionali di rilievo territoriale sul versante del terziario avanzato, delle attività ricreativo-sportive e culturali. L'area urbana include corso Silvio Trentin, sede delle attività commerciali di San Donà, il teatro cittadino di via Ancillotto, la stazione ferroviaria e degli autobus, il complesso scolastico nella zona est e l'ospedale civile nella zona nord-ovest.
Il comune si suddivide in nove quartieri, sei località e undici frazioni.

### Frazioni
Di seguito vengono riportate le principali frazioni del comune.
ChiesanuovaSorge sulla sponda sinistra della Piave Vecchia, tra le località di Intestadura e Caposile. È la zona più alta di tutto il Basso Piave e per questo in epoca storica era facilmente abitabile sebbene la zona fosse totalmente paludosa. Il documento più antico che menziona Chiesanuova risale intorno all'anno 1000; in esso si dichiara l'appartenenza della frazione alla Diocesi di Torcello. Nel paese abitano 527 abitanti.
FiorentinaÈ situata ad est di San Donà, lungo la strada provinciale 54. Un tempo paludosa, questa zona venne bonificata verso la fine dell'Ottocento, facendo defluire le acque nel canale Grassaga attraverso l'utilizzo delle idrovore. La frazione conta 833 abitanti.
FossàSi trova a poco meno di cinque chilometri a nord est di San Donà. Fu comune autonomo dal 1805 al 1807 durante il Regno d'Italia napoleonico. Le attività di bonifica iniziarono nel 1923, a seguito delle quali venne costruita la parrocchia nel 1949, consacrata da Papa Giovanni Paolo I nel 1961. Nella frazione risiedono 384 abitanti.
IsiataDistante circa 4 km dal centro di San Dona', la frazione è circondata da terreni agricoli ed è vicina all'argine del fiume Piave. Subito dopo la Grande Guerra è stato avviato il servizio religioso con la costruzione dell'attuale chiesa di Maria Bambina, inaugurata nel 1930. Oggi la chiesa è compresa nella parrocchia di San Giuseppe Lavoratore di San Donà, sotto la Diocesi di Treviso e prima dell'annessione a quest'ultima fu parrocchia succursale della chiesa arcipretale di Santa Maria delle Grazie. Nella frazione risiedono 592 abitanti. L'ultima settimana di agosto e la prima settimana di settembre si tiene la sagra popolare in onore di Santa Maria Bambina.
Mussetta di SopraSi hanno notizie della sua esistenza sin dal Regno Lombardo-Veneto; in una carta topografica ottocentesca viene riportata la località di Mussetta di Sopra sebbene sia in una posizione diversa da quella attuale. La prima chiesa venne costruita nel 1942, confluita successivamente sotto il controllo della parrocchia di Mussetta di Sotto. A Mussetta di Sopra risiedono 353 abitanti.
PassarellaÈ situata a cinque chilometri a sud del centro cittadino. Il documento forse più antico risale al 20 marzo 1300 quando i Giudici del piovego circuirono i luoghi del Basso Piave, tra cui una località e un canale corrispondenti all'attuale Passarella. Nel XVI secolo il territorio passò sotto il controllo di una nobile famiglia locale e intorno alla metà del 1600 vennero attuati alcuni interventi in difesa della laguna, tra cui la diversione del corso del Piave. La prima chiesa venne costruita nel 1905 e ricostruita nel 1924, a seguito dei bombardamenti della prima guerra mondiale. Nella frazione risiedono 706 abitanti.

#### Altre località del territorio
CaposileLocalità suddivisa tra i comuni di San Donà e di Musile, in prossimità della confluenza tra il Sile e la Piave Vecchia. Fu teatro della battaglia tra l'esercito italiano e quello austro-ungarico, quest'ultimo sconfitto nel 1918 dopo il contrattacco italiano. Caposile conta complessivamente 278 abitanti, di cui 91 residenti nell'area sandonatese.
Mussetta di SottoQuartiere situato ad ovest di San Donà, sede della parrocchia di Santa Maria Assunta edificata il 31 dicembre 1962. Alcuni ritrovamenti archeologici attestano l'esistenza di Mussetta sin dal I secolo d.C. come villa o statio dell'agro di Opitergium, l'attuale Oderzo. Nel 1908 fu aperto uno stabilimento per la lavorazione della juta, ma i combattimenti della Grande Guerra fecero danni ingenti tra cui la distruzione della più importante tenuta del paese, di proprietà della famiglia Trentin. Quartiere relativamente popoloso, Mussetta di Sotto conta 8 900 abitanti.

## Economia

### Agricoltura
L'espansione dell'agricoltura sandonatese fu determinata dalle bonifiche attuate agli inizi del XX secolo le quali permisero la trasformazione dell'ambiente palustre in terreni coltivabili e quindi costruirono la base dello sviluppo socioeconomico del territorio. Le prime coltivazioni comprendevano avena, frumento, granturco e trifoglio; circa il 10% di ogni podere era costituito da vigneti, nonché da altre colture quali bietole, tabacco e semi oleari. Tuttavia, l'economia agricola dell'area bonificata risentì particolarmente della crisi economica che investì l'Italia tra il 1929 e il 1934; nello stesso periodo si stava attuando la meccanizzazione agraria. Nella prima metà degli anni trenta iniziò a diffondersi la coltivazione dei vigneti, incidendo fortemente sulla produzione di vino, settore in seguito diventato di rilevanza in tutta l'area del Basso Piave.
Essendo un importante centro di produzione vinicola, in tutto il territorio vengono coltivate numerose varietà di vitigni, tra cui il Cabernet franc e Sauvignon, il Merlot, il Friulano e il Verduzzo. È diffusa la coltivazione del Raboso, il cui nome deriva dall'omonimo torrente che scorre nelle Prealpi Bellunesi.
Tra i frutti, gli ortaggi e i cereali tipici della campagna sandonatese, hanno ottenuto il riconoscimento di prodotti agroalimentari tradizionali la noce dei grandi fiumi, l'asparago bianco di Palazzetto, le pere del veneziano e il mais Biancoperla, quest'ultimo dichiarato Presidio di Slow Food. Nel comune, inoltre, è diffusa la coltivazione del fagiolo Verdon, prodotto che non dispone ancora di un riconoscimento formale, ma che fa parte delle tradizioni alimentari del territorio.

### Artigianato
La realtà artigiana svolge un ruolo molto importante nell'economia locale, incidendo per il 28% circa sul totale delle imprese del comune. San Donà risulta inoltre essere il primo comune veneto non capoluogo per numero di imprese artigiane, più di mille.

## Infrastrutture e trasporti

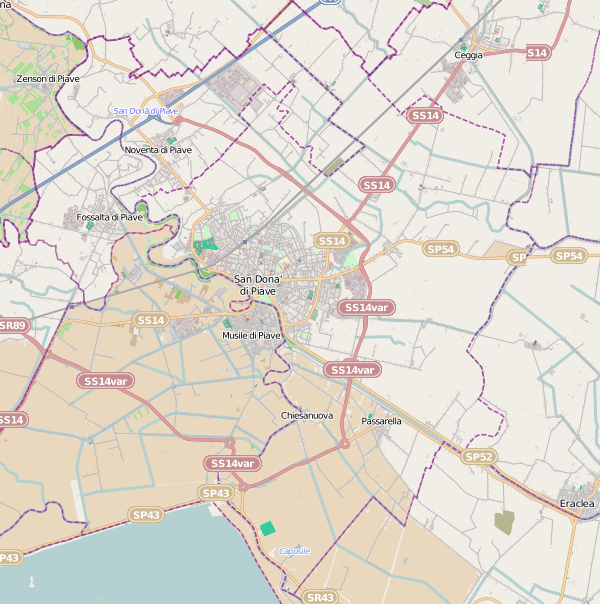
Strade e ferrovie nel territorio del comune di San Donà di Piave.

### Strade
La città è connessa all'autostrada A4 Venezia-Trieste tramite la strada provinciale 83 ed è collegata con il casello autostradale di San Donà-Noventa.
San Donà è raggiungibile percorrendo diverse strade provinciali che la collegano alle città della costa, come Jesolo, Eraclea e Caorle e con la città di Treviso attraverso la strada regionale 89 Treviso-Mare. San Donà, inoltre, è attraversata dalla Strada statale 14 della Venezia Giulia.

### Ferrovie
La stazione di San Donà si trova sulla ferrovia Venezia-Trieste. Serve il territorio comunale, la località balneare di Jesolo e l'intero comprensorio del Basso Piave.

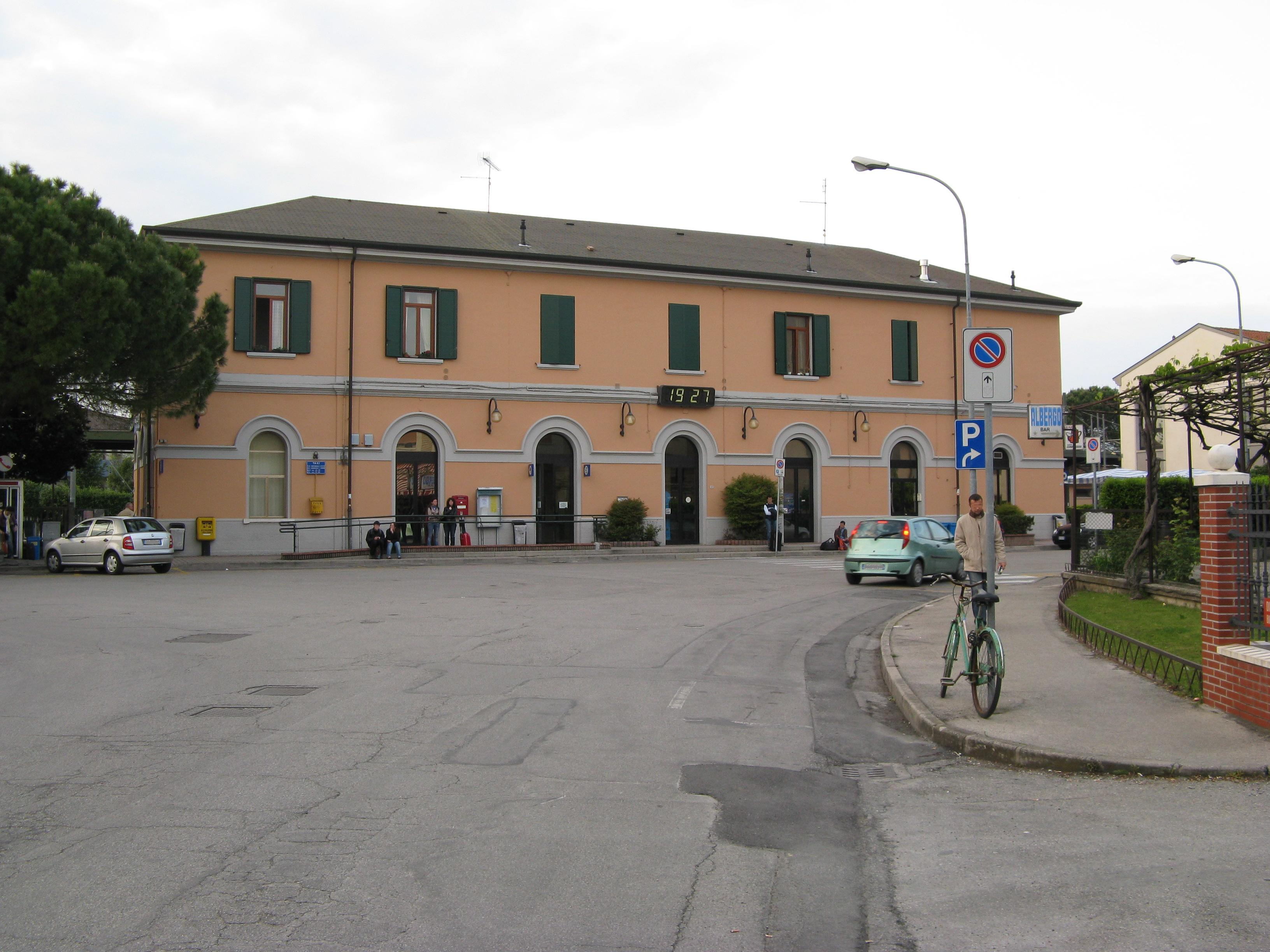
La stazione ferroviaria

### Mobilità urbana
La città è sede e snodo centrale dell'azienda di trasporto su gomma ATVO, che opera collegamenti in concessione per la città metropolitana di Venezia nel Veneto Orientale, espletando anche il servizio urbano nella città stessa.

## Amministrazione

### Gemellaggi
- Villeneuve-sur-Lot, dal 1997.[198]

### Altre informazioni amministrative
Attraverso lo scambio di esperienze all'interno del Programma d'Azione Agenda 21, sono stati effettuati contatti anche con la città svedese di Alingsås, anche se ciò non ha portato a un gemellaggio ufficiale delle due città.

## Sport
ll Rugby San Donà, fondato nel 1959, partecipò al suo primo torneo federale nel campionato 1960-1961. Dal 1979 la squadra ha militato lungamente nella serie A nazionale, nelle varie strutturazioni che il campionato maggiore ha avuto, arrivando a disputare quattro semifinali scudetto nel 1990, 1992, 1993 e 1996.
La prima squadra della società di pallavolo maschile sandonatese, il Volley Team San Donà Jesolo ASD, gioca attualmente nel campionato nazionale di serie A3. Sono attive anche formazioni giovanili che militano nei campionati provinciali e regionali. La pallavolo femminile è rappresentata dall'associazione AGS Volley San Donà che attualmente gioca in serie B1. La società ha conseguito dieci titoli nazionali con le varie squadre giovanili e una vittoria in Coppa Italia di Serie A2 1999-2000. Molte giocatrici hanno vestito la maglia della Nazionale; la prima è stata Rachele Sangiuliano, Campionessa del Mondo nel 2002 con la Nazionale maggiore.
La squadra cittadina di pallacanestro è il New Basket San Donà, nata nel 2013. Dal 2018 al 2020 la prima squadra milita nel campionato di Promozione. Dopo un anno di campionato di serie C Silver nel 2020-2021, la società passa, dall'anno 2021-2022, nel campionato di serie C Gold, disputando una grande annata d'esordio in categoria, qualificandosi per i playoff.
Nel calcio c'è l'Associazione Calcio Sandonà 1922, fondata nel 1922, che ha cambiato diverse denominazioni nel corso della sua storia. La società milita nel girone B di Eccellenza. La seconda squadra della città è l'A.S.D. Basso Piave, nata nel 2023, che gioca nella frazione di Mussetta, e milita nel girone sandonatese della Terza Categoria.
Tra gli sport individuali vi sono Pavel Sivakov e Moreno Argentin nel ciclismo, il secondo è campione del mondo su strada nel 1986, Ileana Salvador nell'atletica leggera, Cristina Chiuso nel nuoto e Maria Elena Camerin nel tennis. La città di San Donà è stata, inoltre, sede di arrivo dell'undicesima tappa del Giro d'Italia 2003 e della tredicesima tappa del Giro d'Italia 2015.

### Impianti sportivi
Nella periferia nord di San Donà sorge lo Stadio Romolo Pacifici, campo degli incontri in casa del Rugby San Donà. Nella stessa area c'è il palazzetto dello sport Guido Barbazza, inaugurato nel 1982. Nella stessa zona vi è il Centro Sportivo Mario Davanzo sede degli incontri del settore giovanile dell'A.C. Sandonà 1922. Poco distante dal centro cittadino si trova lo Stadio Verino Zanutto, impianto storico di San Donà inaugurato nel 1929 e sede degli incontri in casa dello stesso A.C. Sandonà 1922.